# Montezumia bruchii
Montezumia bruchii är en stekelart som beskrevs av Brethes 1903. Montezumia bruchii ingår i släktet Montezumia och familjen Eumenidae. Inga underarter finns listade i Catalogue of Life.